# 吴新雄
吴新雄（1949年10月—），男，江苏江阴人，中华人民共和国政治人物。南京化工学院（现南京工业大学）化学系毕业，高级工程师。中共十六屆中央候补委員，十七屆、十八届中央委員。曾任中共江西省委副书记、江西省人民政府省长、国家电力监管委员会主席、国家发改委副主任兼国家能源局局长。

## 生平
中学毕业后于1967年3月进入“江阴长江服装厂”当工人；1973年受推荐，进入原南京化工学院化学系学习，成为工农兵学员。大学毕业后，进入“江阴化肥厂”任技术员；后曾担任氮肥厂副厂长、化肥总厂厂长。1979年7月加入中国共产党。1983年出任江阴县副县长，开始从政之路。
此后，吴新雄一直在江苏地方任职；曾历任江阴县委副书记，江阴县(市)委常委、常务副县(市)长，无锡市副市长、市长。2001年，调升中共江西省委常委、南昌市委书记；2002年，升任江西省委副书记；2003年，出任江西省常务副省长；2006年，任代省长。2007年1月，在江西省第十屆人大第五次會議上，正式当选江西省人民政府省长。
2011年5月底，中共中央宣布，吴新雄不再担任江西省委委员、常委、副书记、省长职务。 6月2日，接替王旭东，出任国家电监会第四任主席。
2013年3月出任国家发改委副主任，国家能源局局长。2014年12月31日卸任国家能源局局长。2015年2月，任全国政协经济委员会副主任。